# سامه (هومر)
سامه (آوایش انگلیسی: /ˈseɪmi/; Σάμη)، همچنین ساموس (Σάμος)، نام یونان باستان جزیره‌ای هومری در دریای یونین است که نزدیک ایتاکا و کفالونیا قرار دارد. در ادیسه هومر، سامه به‌عنوان بخشی از پادشاهی اودیسئوس همراه با ایتاکا، دولیخیوم و زاکینتوس توصیف شده است. ایلیاد، کتاب دوم، در فهرست کشتی‌ها، فهرست متفاوتی از جزایر تشکیل‌دهنده پادشاهی اودیسئوس ارائه می‌دهد. سامه همراه با ایتاکا، نریتوم، کروکیله‌آ، آگیلیپس و زاکینتوس گنجانده شده است که نشان می‌دهد «فهرست کشتی‌ها» می‌تواند افزوده‌ای بعدی به ایلیاد باشد.
در ادیسه هومر، توصیف جغرافیایی جالبی وجود دارد:
اکنون جزیره صخره‌ای به نام آستریس وجود دارد که اندازه بزرگی ندارد، در وسط کانال بین ایتاکا و سامه، و بندرگاهی در هر دو طرف آن وجود دارد که کشتی می‌تواند در آن لنگر بیندازد، با ورودی از هر دو طرف. پس در اینجا آخائیان [خواستگاران] خود را در کمین گاه [علیه تلماخوس] قرار دادند.

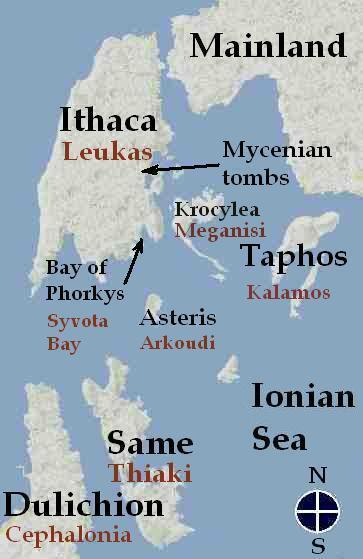
نقشه ایتاکای هومر بر اساس نظریه دورپفلد

از متن فوق، سامه هومر جزیره یونانی ساموس در شرق دریای اژه نیست، سامه باید در دریای یونین باشد، نزدیک ایتاکای هومر و باید حداقل یک جزیره صخره‌ای بین این دو جزیره وجود داشته باشد. همچنین، این جزیره صخره‌ای باید در جنوب ایتاکای هومر قرار داشته باشد، جایی که تلماخوس از جنوب‌غرب پلوپونز می‌رسید. بر اساس اطلاعات فوق، ویلهلم دورپفلد در مقاله خود "Alt-Ithaka: Ein Beitrag zur Homer-Frage" پیشنهاد کرد که سامه همان ایتاکای امروزی است.
نویسندگان دیگر توصیف گسترده‌ای از نظریه دورپفلد ارائه می‌دهند. C.H. Goekoop سامه را به «تیاکی»، «جزیره کوچک آستریس» را به آستریس، جزیره کوچکی بین کفالونیا و ایتاکی، و «خلیج فورکیس» را به «خلیج آسوس» در اریسوس، شبه‌جزیره شمالی کفالونیا مرتبط می‌داند.
خواهر کوچک اودیسئوس، کتیمنه، به سامه آمد تا با یوریلوخوس ازدواج کند و مهریه‌ای عظیم دریافت کند.
یکی از خواستگاران، کتسیپوس از سامه، به‌عنوان «مردی که درک درستی از صحیح و غلط نداشت» توصیف شده و سعی می‌کند سم گاو را از سبد گوشت میز شام به سمت اودیسئوس پرتاب کند.

## پیوندهای خارجی
- نقشه ایتاکای هومر، سامه و آستریس بر اساس ویلهلم دورپفلد. کتابخانه دیجیتال دانشگاه هایدلبرگ.
- عکس آستریس (آرکودی) توسط ویلهلم دورپفلد. کتابخانه دیجیتال دانشگاه هایدلبرگ.
- مختصات جزیره کوچک آرکودی: ۳۸°۳۳′۱۲″ شمالی ۲۰°۴۲′۳۹″ شرقی / ۳۸٫۵۵۳۳۳°شمالی ۲۰٫۷۱۰۸۳°شرقی